# Gaetano Perusini

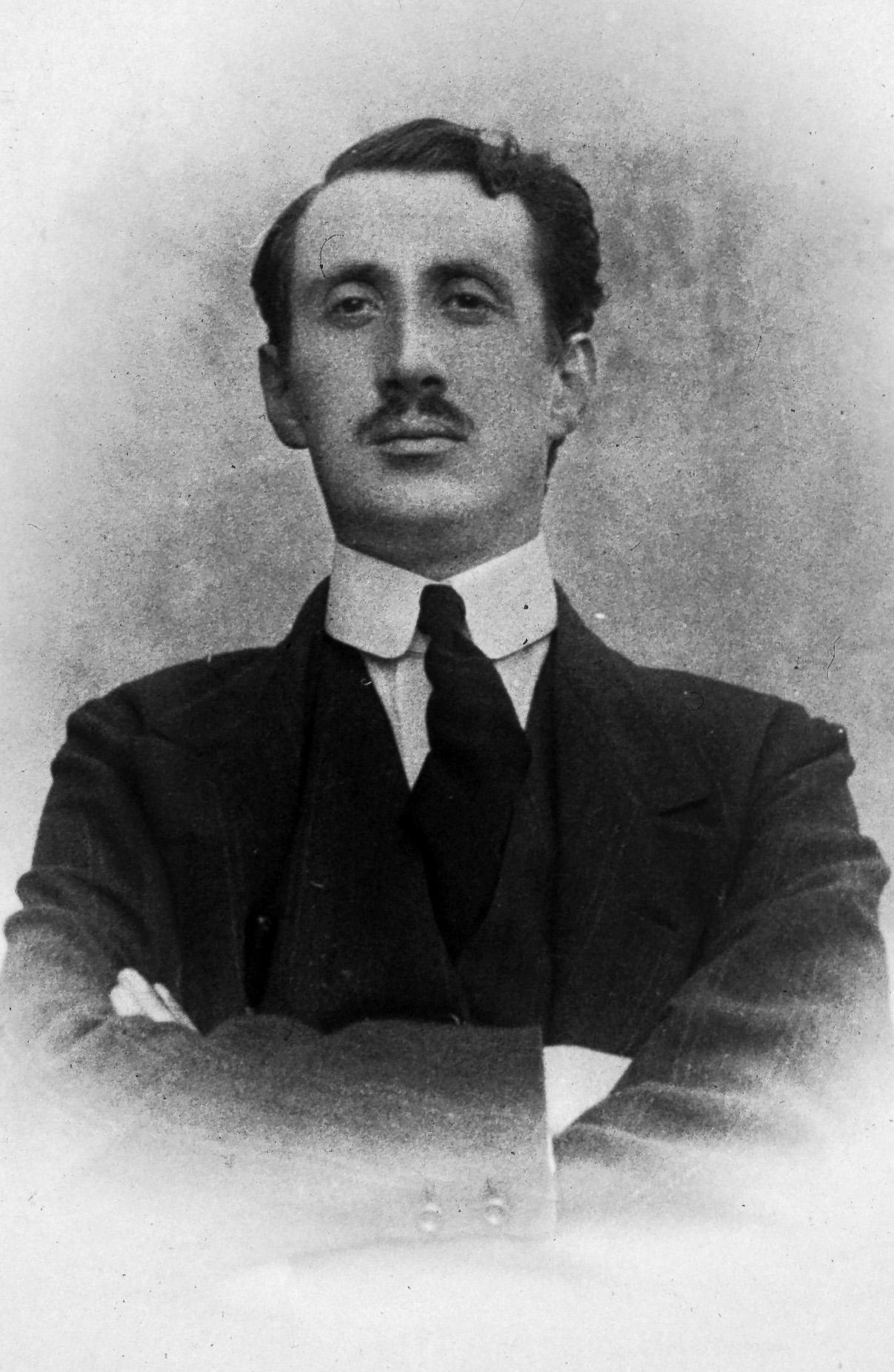
Gaetano Perusini

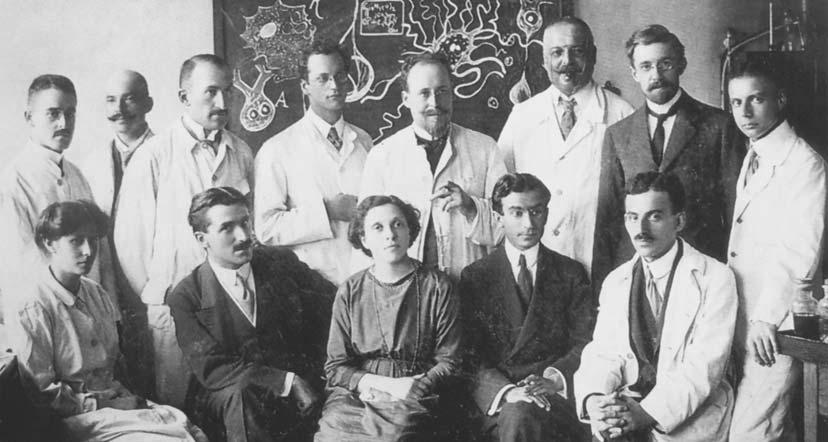
Gaetano Perusini (pierwszy z prawej w drugim rzędzie) w gronie współpracowników Alzheimera, Monachium, 1909 lub 1910 rok

Gaetano Perusini (ur. 24 lutego 1879 w Udine, zm. 8 grudnia 1915 w Cormòns) – włoski lekarz neurolog, uczeń i współpracownik Aloisa Alzheimera. Autor jednego z pierwszych opisów choroby, nazwanej później chorobą Alzheimera.

## Życiorys
Syn lekarza Andrei Perusiniego, ordynatora szpitala miejskiego w Udine, a potem dyrektora szpitala psychiatrycznego w tym mieście, i Paoliny z domu Cumano, córki i wnuczki znanych chirurgów z Triestu. Uczęszczał do szkół w rodzinnym mieście, po czym wstąpił na wydział medyczny Uniwersytetu w Pizie. Po trzecim roku studiów przeniósł się do Rzymu i na tamtejszej uczelni ukończył studia. W wieku 22 lat otrzymał tytuł doktora medycyny, po przedstawieniu dysertacji z dziedziny kryminologii, napisanej pod kierunkiem Augusto Giannelliego, dyrektora kliniki psychiatrycznej w Via dei Penitenziari.
Na początku XX wieku przebywał w Monachium, gdzie współpracował z Alzheimerem.
1 maja 1913 został zatrudniony jako asystent w szpitalu psychiatrycznym Mombello w Mediolanie.
Podczas I wojny światowej zaciągnął się, incognito i na ochotnika, do włoskiej armii. Gdy wyszło na jaw że jest profesorem, został skierowany do lazaretu w San Floriano del Collio. Tam 28 listopada 1915 roku został raniony odłamkiem, gdy niósł pomoc rannemu żołnierzowi. Niedługo potem, wskutek odniesionych ran, zmarł. Wspomnienia o nim napisali Ugo Cerletti, Girolamo Mirto, Gérard Abraham van Rijnberk i Smith Ely Jelliffe.

## Wybrane prace
- Del riflesso cremasterico e della contrazione volontaria dei muscoli cremasterici. Rivista di patologia nervosa e mentale 8, ss. 318-326 (1903)
- Contributo sperimentale allo studio delle localizzazioni motorie spinali e la metameria secondaria degli arti. Rivista di patologia nervosa e mentale 8, ss. 215-227 (1903)
- Contributo allo studio del vortici dei capelli. Arch. di psichiat. 24, ss. 214-221 (1903)
- Sul significato dei diastemi dentari. Atti d. Soc. rom. di antrop. 9, ss. 281-301 (1903)
- Un caso di alalia idiopatica di Coën complicata a probabile stenosi mitralica; audimutismo ed alalia idopatica di Coën. Rivista di patologia nervosa e mentale 9, ss. 49-76 (1904)
- Mingazzini G, Perusini G. La sin drome miotonica; miotonia congenita, miotonia acquisita e stati affini. Rivista di patologia nervosa e mentale 9, ss. 153-191 (1904)
- Ueber einen Fall von Sclerosis tuberosa hypertrophica (Istioatipia corticale disseminata von Pellizzi)[9]. (1905)
- Perusini, Cerletti. Sopra due casi famigliari di atassia cerebello-spinale (tipo Friedreich?) presentanti alcune rare particolarità. Rivista di patologia nervosa e mentale (1905)
- Tables dorsalis, Taboparalyse oder Myelitis[10] (1906)
- Ueber die Veränderungen des Achsenzylinders und der Markscheide im Rückenmark bei der Formolfixierung. Ztschr. f. Heilk. 27, ss. 193-218 (1906)
- L’anatomo-patologo in manicomio. Rivista sperimentale di freniatria, 33, ss. 333–7 (1907)
- I corsi di perfezionamento nella Clinica del Kraepelin. Rivista sperimentale di freniatria, 33, 1009–13 (1907)
- Ueber einige Fasernäquivalentbilder des Rückenmarks nach Chrombehandlung. Ztschr. f. Heilk. 28, Suppl.-Hft., 295-312 (1908)
- Ueber besondere Abbauzellen des Zentralnervensystems. Folia neuro-biol.i, 384-400, 1 pl. (1908)
- Über klinisch und histologisch eigenartige psychische Erkrankungen des späteren Lebensalters (Mit Tafel XVII-XXIII und 7 Textfiguren). Histologische und Histopathologische Arbeiten über die Grosshirnrinde herausgegeben von F. Nissl u. A. Alzheimer, dritter Band, zweites Heft. Jena: Verlag von Gustav Fischer, ss. 297-352 (1909)
- L'anatomia patologica in psichiatria, suoi fini, suoi mezzi. Rivista Sperimentale di Feniatria 35 (1909)
- Proposte per una unificazione tecnica nella raccolta del materiale per ricerche sul sistema nervoso centrale dell’uomo. Rivista sperimentale di Freniatria 35, ss. 289–92 (1909)
- Ueber Gliabilder mittels der Bielschowsky'schen Neurofibrillenmethode. Neurologisches Centralblatt 29, ss. 1256-1259 (1910)
- Sopra speciali cellule degli infiltrati nel sistema nervoso centrale. Rivista sperimentale di Freniatria 36, ss. 721-818, 5 pl. (1910)
- L’Anatomia Patologica in psichiatria, suoi fini, suoi mezzi. Rivista Sperimentale di Freniatria 35, ss. 298-342 (1911)
- Grundzüge zur Tektonik der weissen Rückenmarkssubstanz. Jahrbücher für Psychiatrie und Neurologie 19, ss. 61; 187, 4 pl. (1912?)
- Sul valore nosografico di alcuni reperti istopatologici caratteristici per la senilità. Rivista di Neuropatologia, Psichiatria ed Elettroterapia, parte I e II, 4 (IV), ss. 145-171; 4 (V), ss. 193-212 (1911/1912)
- Sopra speciali processi di incrostazione nel sistema nervoso centrale. Atti d. Cong. d. Soc. ital. di neurol (1912)